# EP u softbolu 2001.
5. EP u softbolu se održalo u Belgiji, u Antwerpenu/Anversu, od 13. do 18. kolovoza 2001.

## Konačna ljestvica
| Mj. | Država          |
| --- | --------------- |
| 1.  | Češka           |
| 2.  | Nizozemska      |
| 3.  | Uj. Kraljevstvo |
| 4.  | Danska          |
| 5.  | Belgija         |
| 6.  | Izrael          |